# Cernunnos

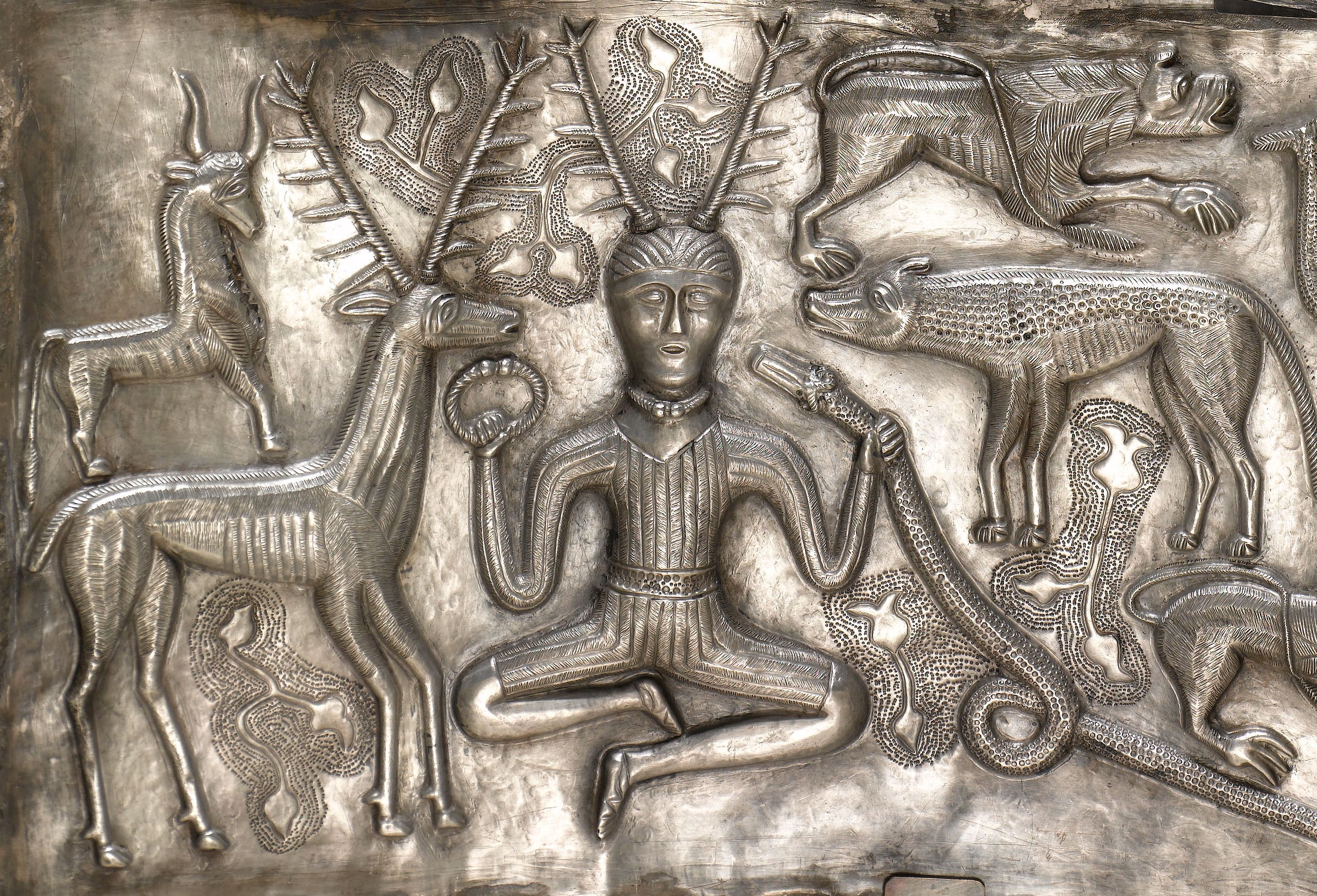
Detalle de Cernunnos representado en la placa del caldero de Gundestrup.

Cernunnos es un nombre dado a la imagen de un macho cornudo en la cultura celta. El nombre proviene de una sola fuente, una inscripción que aparece junto a una imagen en el Pilar de los Nautas del siglo I d. C., encontrado en lo que fuera el territorio galo-romano conocido como Lutecia, actualmente París. Su rasgo más particular es una cornamenta de ciervo. La representación que se conserva con este nombre en dicho pilar es de un humanoide anciano, con orejas y cuernos de ciervo, portando un torques (collar rígido céltico) al cuello y sosteniendo uno en la mano. Si bien es usado para denominar a una posible deidad en la antigua religión celta y galorromana, la poca información disponible de estas hace teorizar que es posible incluso que "Cernunnos" hubiera sido un chamán con cuernos en la cabeza.
En la actualidad, el nombre Cernunnos se asocia con el Dios Cornudo de la tradición religiosa moderna de la Wicca, a través de la desacreditada hipótesis del culto de las brujas.

## Etimología
Las informaciones exactas sobre el panteón celta provienen de los romanos. Por ello, se desconoce el nombre exacto que los antiguos celtas daban a la mayor parte de sus dioses, incluyendo al posible dios astado. El nombre Cernunnos es de origen latino. Proviene del término "carnuātus", que significa «el cornudo» y solamente aparece inscrito en el llamado "Pilar de los Nautas" (Pilier des Nautes), un monumento galo-romano encontrado bajo la catedral de Notre Dame, en París, Francia en 1711. Dicho monumento se encuentra dedicado al emperador romano Tiberio, por lo que su datación se remonta al siglo I d. C.
En caso de aceptar que el nombre latino y el griego "καρνονου"/"karnonou" provinieron de un término nativo de la región gala, bien podría derivarse de la palabra proto-celta /*karno/ utilizada para referirse a los cuernos y astas. Igualmente, podría estar relacionada con el término /*karwo/ que era el nombre del ciervo en aquella antigua lengua, animal cuyas astas aparecen en la testa de Cernunnos.
Asimismo, en la península ibérica existió la adoración a un dios con el nombre de Carnun/Candamo, que podría ser una mención gaélica del Cernunnos galo. En Asturias, este dios ha dado nombre no solo a poblaciones (Candamín, Coro...), sino también a concejos como Candamo o Candás. En la mitología asturiana, Candamo evoluciona como el ser mitológico Busgosu, conocido como Musgosu en Cantabria.
Es posible pues, que la posible deidad haya sido llamada y concebida de forma diferente por las distintas tribus celtas, y que haya sido mezclada con otras deidades derivadas de un primitivo dios-ciervo celta.

## Supuesta relación con una misma figura astada
Las imágenes más antiguas que se conocen referentes a un dios antropormorfo con cornamenta animal se encuentran en el valle de Camonica al norte de Italia. Dicho lugar estuvo bajo ocupación celta desde aproximadamente el año 400 a. C. Es un petroglifo de la Edad de Hierro que representa una figura semihumana de pie con un tronco ancho y largo, que porta dos cuernos en su cabeza, acompañado por una pequeña imagen itifálica y una serpiente también cornuda.
Una de las más importantes pruebas antiguas aparece en el Caldero de Gundestrup, un recipiente de plata que se remonta al segundo o primer siglo antes de Cristo. Fue encontrado en Gundestrup, en Himmerland (Jutlandia, Dinamarca) en 1891. Dicho recipiente muestra al ser con cuernos de ciervo sentado con las piernas cruzadas, con un torques en su cuello. Con sus brazos levantados porta en una mano otro collar y en la opuesta una figura de serpiente con cabeza de carnero o, simplemente, una serpiente con cuernos. Se encuentra rodeado de diversos animales: un oso, un lobo, un ciervo, un toro o un león, entre otros. Asimismo, esta figura aparece junto a un morral con granos o monedas.
Como se ha dicho, el único rastro arqueológico que atestigua el nombre «Cernunnos» es el "Pilar de los Nautas", encontrado en 1710 en la Catedral de Notre Dame en París y hoy disponible para su visita en el Museo Nacional de la Edad Media de París. En este pilar se puede apreciar solamente lo que resta de un relieve de un busto en el cual aparece un hombre viejo, calvo y barbado, con orejas animales y con un par de cuernos en su cabeza de los cuales penden sendos torques. La primera letra del nombre se ha ido erosionando con el tiempo.
Este Cernunnos aparece flanqueado por dioses romanos (Júpiter, Vulcano y los héroes Cástor y Pólux), junto con deidades galas como Esus, Smertrios o la figura del llamado "tarvos trigaranus" o "toro de tres cuernos". Julio César (44 a. C.) discutió a los dioses celtas en sus Comentarios sobre la guerra de las Galias, pero comparándolos con el mundo romano. César equipara al dios astado con Dis Pater, un dios romano de la muerte y el Inframundo que quizá sea un aspecto de Plutón. Existen más de cincuenta representaciones e inscripciones que hacen referencia a la figura en sí, principalmente en la región nororiental de la Galia.
Tales características hacen distinguible al dios celta: astas en su cabeza, ordinariamente identificadas con las de un ciervo; sedente con las piernas cruzadas en la llamada «postura búdica»; la presencia de collares o torques y acompañado de animales, el más común de los cuales es la serpiente. En tanto los celtas dejaron muy escasos registros escritos, no está claro cómo se adoraba a los dioses celtas ni qué representaban exactamente.
Esta figura posiblemente tuvo su influencia en posteriores tiempos cristianos. Por ejemplo, Ciarán de Saigir (uno de los Doce Apóstoles de Irlanda) es descrito en varias hagiografías como un hombre cuyos primeros discípulos fueron animales silvanos, incluyendo ciervos. Asimismo, en el folio 16 del salterio de Stuttgart, es posible encontrar una figura semejante al hombre cornudo sentado con las piernas cruzadas. Su aparición está enmarcada en el contexto del descenso de Cristo a los infiernos.

## Simbolismo y culto de la figura astada

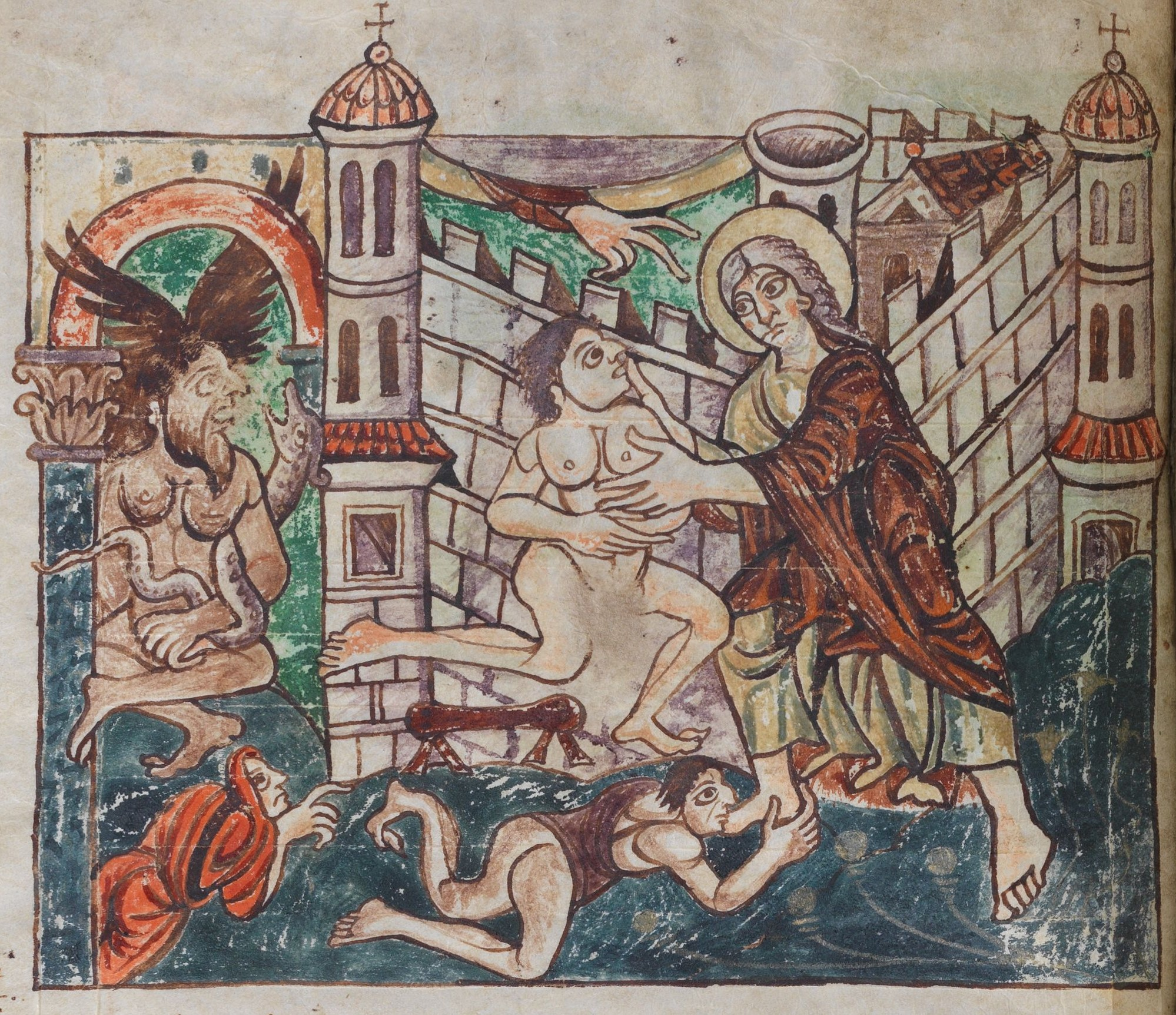
Posible imagen del dios astado en el salterio de Stuttgart.

De ser Cernunnos el nombre de un mismo dios pancéltico, este sería un macho con astas de ciervo y relacionado con la fertilidad, la regeneración y divinidad de la abundancia. Asimismo, sería el amo de los animales salvajes, terrestres y acuáticos. La imagen frecuente de la serpiente con cuernos de carnero que acompaña al dios celta lo asocia con la fertilidad y la regeneración ctónica, así como con la virilidad, prosperidad y abundancia. Otros animales que le acompañan en su rol de «señor de las bestias» también reafirman dicho simbolismo. En la tradición gaélica, este tipo de figuras representan también virilidad y renovación. Manifiesta la fuerza, el poder y la perennidad (simbolizada por el ramaje). Se le representa como el donador de un altar con un cesto de vituallas, pasteles y monedas.
Es posible que hubiese sido la deidad más importante de la religión celta si se tiene en cuenta la frecuencia con que se le representa en el arte celta antiguo, desde Irlanda hasta Rumanía. Hallazgos arqueológicos demuestran que fue venerado principalmente en las costas al sur de Gran Bretaña, aunque también hay vestigios de su culto en Irlanda y en las Galias Transalpina y Cisalpina. Es asociado con la deidad Derg corra, y, en la historia irlandesa "Táin Bó Fraích", comparte algunas características con el héroe divinizado Conall Cernach. No obstante, ha de notarse que estas características son únicas de dicha obra, en la que el héroe no solo no ha de enfrentarse contra una serpiente que guardaba un fuerte, sino que la usa como su cinturón. En España se ha encontrado una estela con la representación de este dios en el Valle de Alcudia (Ciudad Real) relacionada con la migración celta oretana  (enlace roto disponible en Internet Archive; véase el historial, la primera versión y la última)., así como en un vaso encontrado en Numancia.
A partir de otros autores antiguos y del arte celta, parece probable que se ofrecieran sacrificios de animales y quizá incluso humanos (prisioneros de guerra) en honor del dios astado, así como de otros dioses. Se hacían ofrendas votivas en forma de alimentos, productos manufacturados preciosos como calderos de metal muy decorados, cerámica fina y pequeños monumentos como pilares y lápidas en relieve.

## En Wicca y el neopaganismo
Según la tradición religiosa moderna de la Wicca, el Dios Cornudo es consorte de la Diosa Madre. Como sincretismo de diversas figuras (el dios Pan, el motivo popular del "hombre verde"...), la egiptóloga Margaret Murray le dio el nombre "Cernunnos". Las obras de Murray -incluyendo el uso del epíteto genérico "Cernunnos" para este supuesto dios- fueron adaptadas posteriormente por Gerald Gardner al desarrollar la Wicca como religión. Gardner fue un funcionario jubilado británico que afirmó haber descubierto una antigua religión pagana (la llamada "hipótesis del culto de las brujas"). 

## En la cultura popular
Cernunnos es el nombre de una serie de dioses cornudos en diversas obras. En el videojuego Smite, Cernunnos es un dios celta. También es uno de los avatares de Nyarlathotep en varios suplementos del juego de rol La Llamada de Cthulhu.